# Robinson (Kansas)
Pour les articles homonymes, voir Robinson.
Robinson est une ville américaine située dans le comté de Brown, au Kansas. Selon le recensement de 2020, sa population est de 234 habitants.